# Al-Mustakfi
Abu’l-Qāsim ʿAbdallāh ibn Ali (în arabă أبو القاسم عبد الله بن علي; 908 - septembrie/octombrie 949), cunoscut mai bine sub titlul său al-Mustakfī bi’llāh (în arabă المستكفي بالله, lit. „Cel care dorește să fie mulțumit doar cu Dumnezeu”) a fost un calif din dinastia Abbasidă a Bagdadului între anii 944-946. 
Al-Mustakfi a fost fiul mai mic al califului al-Muktafi și, prin urmare, un rival la succesiunea califului al-Muqtadir care a domnit între 908–944, perioadă în care califatul abbasid aproape s-a prăbușit, iar califii au devenit marionete în mâinile adversarilor. Însuși Al-Mustakfi a fost instalat pe tron de Tuzun, un general turc care l-a detronat și l-a orbit pe fostul calif, al-Muttaqi. Al-Mustakfi a încercat să-și recâștige o parte din libertatea de acțiune inițiind măsuri anti-șiite în urma golului de putere rămas după moartea lui Tuzun din august 945, dar același gol a permis Buyiților să captureze Bagdadul. Al-Mustakfi a fost forțat să-i recunoască pe Buyizi drept conducători legitimi acordându-le titluri nobiliare, dar a fost acuzat la scurt timp de complot împotriva lor fiind destituit în ianuarie (sau martie) 946. Și-a petrecut ultimii ani ai vieții sale în închisoare. Fiul său a încercat să revendice califatul în c. 968, dar a eșuat.

## Biografie

### Viața timpurie și personalitatea sa
Al-Mustakfi s-a născut la 11 noiembrie 908, fiul califului al-Muktafi (n. 902–908) și a concubinei grecești Ghusn. El este descris de cronicari ca fiind pasionat de sporturi și jocuri, și într-o oare care măsură de nabīdh⁠(d) (băutură fermentată). Se spune că era un suținător al șiiților și a menținut o legătură strânsă cu Ayyār⁠(d)ūn (vagabonzii urbani care erau luptători) din Bagdad. Legăturile sale cu ayyārūn și participarea sa la jocuri considerate „vulgare” au reprezentat un afront la adresa comunității mai evlavioase a societății.

### Context: declinul Califatului Abbasid

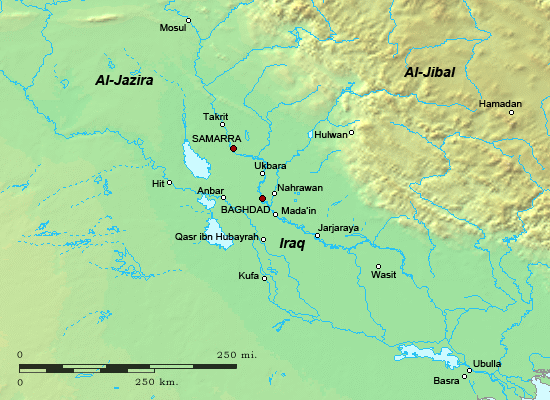
Harta Irakului în secolele IX-X

Deja în anul 930, puternicul Califat Abbasid de odinioară căzuse în declin: provinciile sale periferice fuseseră pierdute în fața dinastilor locale, finanțele erau compromise, iar regii războiului - Hamdanizii din Mosul, Baridisi din Basra, Buyizii din vestul Iranului, precum și diverse grupări militare puternice — concurau pentru obținerea controlului asupra capitalei califatului, Bagdad, și a titlului de amīr al-umarāʾ⁠(d) (comandant-șef); titlu care aducea cu sine și controlul de facto asupra guvernului abbasid. În același timp, însăși dinastia Abbasidă era consumată de rivalități și lupte interioare, în principal între descendenții lui al-Muktafi, pe de o parte, și cei ai fratelui și succesorului său, al-Muqtadir (d. 908–932), pe de altă parte. În timpul domniei fiului lui al-Muqtadir, al-Radi (d. 934–940), trei dintre fiii lui al-Muktafi au fost executați sau întemnițați. În același timp, califul se confrunta cu provocări venite din partea celor doi frați ai săi și a altor prinților abbasizi.
Fratele lui Al-Radi, al-Muttaqi (d. 940–944), a urcat pe tron susținut de către amīr al-umarāʾ Bajkam. Acesta din urmă a încercat să exploateze rivalitățile dintre comandanții de război regionali pentru a-și recupera independența și autoritatea funcției sale, dar încercările lui au eșuat fiind astfel detronat și orbit de către amīr al-umarāʾ Tuzun în septembrie 944.Pentru cronicarul al-Khatib al-Baghdadi din secolul al XI-lea, această faptă fără precedent marca prăbușirea finală a autorității califate. În locul lui al-Muttaqi, al-Mustakfi a fost urcat pe tron la vârsta de 41 de ani.

### Califatul lui Al-Mustakfi
Ascensiunea la conducere a lui Al-Mustakfi a însemnat restabilirea liniei lui al-Muktafi la tron după 36 de ani de absență, iar de la început noul calif a făcut aluzii directe la tatăl său: titlul regal ales în mod deliberat semăna cu cel al lui al-Muktafi. De asemnea, se spune că ar fi purtat podoaba ceremonială de cap a tatălui său (qalansuwa) la intrarea sa în Bagdad. Aceasta și numirea rapidă a fiului său, Abu'l-Hasan Muhammad, drept moștenitor arată că al-Mustakfi intenționa cu încredere să imite domnia de succes a tatălui său,dar, în realitate, noul calif a fost o marionetă în mâinile trupelor turcești. El s-a confruntat cu o vistierie goală și cu haosul și sărăcia rezultă din urma acesteia care amenințau acum chiar și Bagdadul cu foamete. Singura libertate decizională politică care le-a rămas califilor din această perioadă era alegerea cu care dintre comandanții de război vecini să se alieze. Pentru comandanții de război, califul reprezenta o sursă de legitimitate, iar un calif priceput ar putea să favorizeze diferiți comandanți, în același mod în care predecesorii săi și-au schimbat anterior vizirii.
În același timp, al-Mustakfi a persecutat potențialii rivali și anume al-Fadl, liderul ultimilor fiii ai lui al-Muqtadir și fratele celor doi califi anteriori, al-Muttaqi și al-Radi. Se spune că Al-Mustakfi și al-Fadl se urau unul pe celălalt încă din timpul șederii lor în Palatul Tahirid ca tineri prinți. Când al-Mustakfi a fost încoronat, al-Fadl s-a ascuns din prudență, răzbunătorul al-Mustakfi incendiindu-i casa. Noul regim de la Bagdad a fost amenințat dinspre est și sud de către Buyizii care se aliaseră cu Barizii din Basra. O încercare a buyzilor de a asedia Wasit-ul în primăvara anului 944 a fost un eșec, la fel ca și una dintre loviturile asupra Bagdadului în timpul în care Tuzun era preocupat cu nordul în vara lui 944. În primăvara anului 945, Buyizii au reușit să ocupe Wasit-ul, dar au fost nevoiți să se retragă după ce Tuzun a încheiat pacea cu hamdanizii.
Tuzun a reușit să respingă diverși rivali pentru a păstra controlul asupra Bagdadului, dar a murit în august 945 fiind înlocuit de secretarul său Ibn Shirzad care nu s-a bucurat de aceeași autoritate asupra trupelor militare.   Slăbiciunea lui Ibn Shirzad a fost exploatată rapid de către calif care și-a atribuit un nou titlu, acela de „ Imam de drept” (Imam al-Haqq), pentru a-și consolida mai departe legitimitatea în fruntea lumii islamice. El a luat, de asemenea, măsuri împotriva adepților șiiți: l-a întemnițat pe liderul șiit al-Shafi'i și a demis judecătorii corupți, inclusiv pe Qadi⁠(d)-ul Muhammad ibn Abi al-Shawarib.
Constatând că nu poate controla afacerile interne, Ibn Shirzad a cerut ajutorul hamdanidului Nasir al-Dawla de la Mosul. Chiar atunci guvernatorul Wasit-ului s-a predat liderului Buyid Ahmad ibn Buya și i s-a alăturat în marșul său către Bagdad. Lăsate fără conducător, trupele turcice ale capitalei nu au mai făcut nicio pregătire pentru a opune rezistență. Ibn Shirzad și califul s-au ascuns refăcându-și apariția abia atunci când turcii părăsiseră orașul pentru a se alătura hamdanizilor. Când un mesager al lui Ahmad ibn Buya a sosit în capitală, al-Mustakfi s-a prefăcut încântat de sosirea lui.

### Declinul și moartea
Forțele Buyide au intrat în Bagdad fără opoziție, iar pe 21 decembrie al-Mustakfi a fost forțat să recunoască autoritatea Buyizilor. Ahmad a primit titlul onorific de Mu'izz al-Dawla („Înălțătorul dinastiei”); titluri similare au fost acordate și celor doi frați ai săi, Hasan (Rukn al-Dawla, „Stâlpul Dinastiei”) și Ali (Imad al-Dawla, „Susținător al Dinastiei”). În conformitate cu sistemul de familie Buyid, titlul de amīr al-umarāʾ nu a trecut mai departe către Mu'izz al-Dawla, ci către fratele cel mai mare, Imad al-Dawla care era emirul principal. Deoarece al-Mustakfi era acum sub controlul Buyid, hamdanizii au încetat imediat să-l recunoască drept calif și și-au proclamat loialitatea față de fostul calif al-Muttaqi.
Al-Mustakfi însuși i-ar fi instigat pe unii dintre ofițerii Daylamite ai Buyizilor împotriva lui Mu'izz al-Dawla. Drept urmare, el a fost destituit la 29 ianuarie 946 (sau 9 martie, conform altor relatări) la ordinele lui Mu'izz al-Dawla. Motivația din spatele deciziei lui al-Mustakfi a fost cel mai probabil un simplu pretext. Istoricul Harold Bowen a numit această decizie o „necesitate politică” care era, de asemenea, încărcată simbolic arătând clar la cine se afla în acel moment puterea.
Deși Buyizii și adepții lor erau simpatizanți șiiți, Mu'izz al-Dawla a preferat să nu riște prin instalarea unui calif șiit pe tron (sau să-i recunoască pe califii ismailiți fatimizi) din teama că oamenii săi s-ar putea supune mai degrabă califului decât lui. În schimb, el l-a urcat pe tron pe al-Fadl care a ieșit astfel din ascunzătoare luându-și numele de al-Muti. Ducând lipsă de putere reală, noul calif a fost efectiv un conducător marionetă care a acordat regimului Buyid legitimitate. În urma încheierii unui acord de pace în vara anului 946, hamdanizii l-au recunoscut pe al-Muti în calitate de calif, dar în est, samanizii au continuat să-l recunoască pe al-Mustakfi drept calif până în 955.
Al-Mustakfi a fost, de asemenea, orbit, se pare ca un act de răzbunare inițiat de al-Muti petrecându-și astfel restul vieții sale ca prizonier în palatul califal unde a și murit în septembrie 949. Câteva încercări de a revendica califatul de la al-Muti au fost făcute de către susținătorii lui al-Muktafi, dar acestea au eșuat. Unul dintre nepoții lui al-Mustakfi, Abu'l-Nasr Ishaq, a încercat să înceapă o revoltă în Adharbayjan în 960 luând atunci și titlul califal de al-Mustajir bi'llah („Căutarea sprijinului în Dumnezeu”), dar a fost învins de către conducătorii locali Musafirizi.După moartea lui Mu'izz al-Dawla în 967, fiul și succesorul lui al-Mustakfi, Abu'l-Hasan Muhammad, a venit în Irak unde a reușit să adune un număr considerabil de partizani ascunzându-și identitatea și pretinzând că este Mahdi. În cele din urmă acesta a fost demascat și capturat. Cu toate că a reușit să scape, speranțele lui de a ocupa tronul nu s-au materializat niciodată. Acest lucru a marcat și sfârșitul pretențiilor califale ale moștenitorilor lui al-Mustakfi.